# Elizabeth Butterworth
Elizabeth Butterworth (* 1949 in Rochdale, Greater Manchester) ist eine britische Vogelmalerin. Ihr zeichnerischer Schwerpunkt sind Aras und andere Papageien.

## Leben
Butterworth studierte von 1966 bis 1968 an der Rochdale School of Art in Greater Manchester sowie von 1968 bis 1971 an der Maidstone School of Art, bevor sie 1974 ihre Ausbildung am Royal College of Art in London abschloss. Ihre erste Einzelausstellung hatte sie 1975 in der Angela Flowers Gallery in London, die zweite fand 1976 in der Park Square Gallery in Leeds statt. Danach stellte sie unter anderem in New York, Tokio, Caracas und Adelaide aus und nahm an einer Reihe von Gruppenausstellungen in Europa und den Vereinigten Staaten teil.
Neben ihren Aquarellen stellt sie auch Drucke her. Ihre Arbeiten sind in den Büchern Parrots and Cockatoos von Rosemary Low (1978), A Monograph on Amazon Parrots von Rosemary Lowe (1983) und Parrots, Macaws and Cockatoos: The Art of Elizabeth Butterworth (1988) zu sehen. Butterworth malte oft in der Natur vor Ort in Südamerika oder in ihrer eigenen Papageien-Menagerie. Sie hat auch die Bälge von Papageien in Museen in London und New York studiert. Ihr Werk steht in der Tradition von John Gould und Archibald Thorburn, die sowohl Ornithologen als auch Künstler waren, doch scheint ihr Werk dem von Edward Lear näher zu stehen, der eher Künstler als Wissenschaftler war.
Richard Verdi, Kurator am Barber Institute of Fine Arts und Autor von The Parrot in Art: From Durer to Elizabeth Butterworth (2007), bezeichnet Butterworth als „die größte Papageienillustratorin unserer Zeit“. Mark Fisher vom britischen Nachrichtenmagazin The Spectator schreibt:

„Butterworth’s technique is immaculate ... she is a superb colourist ...
poised between scientific recording and imaginative art“

„Butterworths Technik ist makellos ... sie ist eine hervorragende Koloristin ... die zwischen wissenschaftlicher Aufzeichnung und fantasievoller Kunst balanciert“

Butterworth illustriert nicht nur vollständige Vögel, sondern auch einzelne Details von ihnen oder sie komponiert Stillleben. Ein Learara-Gemälde zeigt beispielsweise den Kopf des Vogels sowie zwei Federn in feinen Details. Ein Palmkakadu-Bild zeigt einen unvollendeten Kopf neben einem vollständigen Kopf und einer Feder. Bei einer anderen Zeichnung kontrastiert die Bleistiftskizze eines Gelbhaubenkakadus mit einem detaillierten Kopf.
Ihre Werke befinden sich in über 25 Institutionen, darunter Bibliotheken, Museen, Kunstgalerien und Universitätssammlungen in der ganzen Welt, darunter in England, den Vereinigten Staaten, Australien, Deutschland, Kanada, Venezuela und Südafrika.